# Майданек
51°13′22″ пн. ш. 22°35′55″ сх. д. / 51.222777777778° пн. ш. 22.598611111111° сх. д.
Майда́нек (пол. Majdanek, нім. Konzentrationslager Majdanek) — в часи Другої світової війни німецький концентраційний табір та табір смерті на території Польщі, приблизно 4 км від центру міста Люблін — близько 86 км від українського кордону в Ягодині (близько 116 км від Рави-Руської). Створений згідно з наказом Генріха Гіммлера від 20 липня 1941 як табір для утримання військовополонених.
Через Майданек пройшло близько 130 000 в'язнів різних національностей. Найбільше серед було євреїв, далі — поляків, значну кількість також складали білоруси, українці і росіяни (головним чином радянські військовополонені). У таборі загинули близько 80 000 осіб. Стара історіографія подавала завищені цифри в'язнів і жертв.
У момент заснування Майданек було розраховано на 50 000 в'язнів, на початку 1942 року плани будівництва було розширено. Табір мав десять філіалів і декілька власних виробництв. Газові камери діяли від вересня 1942 до вересня 1943 року з використанням чадного газу та газу Циклон Б. Новий крематорій було запущено у вересні 1943 року.
Про Майданек існує велика кількість літератури. Одною з таких книг є книга Йосефа Ґідеона Бурґа — Майданек у всій Вічності (нім. Majdanek in alle Ewigkeit).

## Німецькі керівники концтабору
Останнім директором Майданека з травня по липень 1944 року був Артур Лібегеншель (нім. уродженець Познаня і колишній комендант табору смерті в Аушвіц). Після війни Лібегеншеля було заарештовано американською армією і видано Польщі. Його судили на Аушвіцькому Суді в Кракові і приговорили до смерті. Вирок було виконано 28 січня 1948 року.
У 1948 році одна з німецьких СС наглядачок концтабору, Ельза Еріх, була засуджена польським судом в Любліні до повішення. Вирок було виконано негайно. Інша наглядачка СС, австрійка Герміна Браунштайнер, відома своїми жорстокими вбивствами і тортурами, була віднайдена проживаючою в США і у 1980 році засуджена до довічного ув'язнення, але після 16 років тюрми, звільнена через ускладнення діабету, від чого й померла через 3 роки.

## Відомі жертви
- 25 березня 1944 р. в Майданеку у крематорії був спалений український греко-католицький священик (храму святого Миколая в м. Перемишляни) Омелян Ковч (уродженець села Космач на Косівщині), згодом возведений папою Іваном Павлом II до лику блаженних. У Майданеку отець отримав номер 2399. Отець Омелян до останнього дня життя сповідав та причащав в'язнів концтабору, про що було знято новітній польський фільм «Парох Майданека». На його честь було теж недавно названо одне з перехресть Любліна.